# بارتولف نانگیسی
بارتولف نانگیسی (انگلیسی: Bartolf of Nangis)، وقایع‌نگار و مورخ فرانسوی که اثری به نام گشتا فرانکاروم دربارهٔ جنگ صلیبی اول و لشکرکشی‌های پس از آن نگاشته‌است. وی که ظاهراً در سال‌های ۱۱۰۱ و ۱۱۰۸ در اورشلیم و شام بوده، نخستین گزارش فوشیه شارتری را خلاصه کرده و جزئیاتی را نیز بدان افزوده‌است. وی نحوه فتح اورشلیم توسط صلیبیون و دفاع اعراب و ترکان و مصریان در مقابل صلیبیون را شرح می‌دهد. علاوه بر آن، وی به توصیف مکان‌ها و بناهای اراضی مقدس نیز اهتمام نموده‌است.